# Şekerhacılı, Sungurlu
Şekerhacılı là một xã thuộc huyện Sungurlu, tỉnh Çorum, Thổ Nhĩ Kỳ. Dân số thời điểm năm 2010 là 118 người.